# John Siebert Taylor
John Siebert Taylor (Leechburg, Pennsylvania, 15 september 1869 – East Lansing, Michigan, 6 juli 1948) was een Amerikaans componist, dirigent en muziekpedagoog van oorspronkelijk Engels-Duitse afkomst. 

## Biografie
Taylor kreeg zijn algemene opleiding aan de openbare scholen in Leechburg, Pennsylvania. Later was hij aan het Musical departement of the Oberlin College in Oberlin, Ohio. In 1895 vertrok hij naar Janesville (Wisconsin), in de Rock County en werd leraar voor vocale en instrumentale muziek. Hij was dirigent van de Y.M.C.A. band en lid van de M. E. Church en ook een belangrijk lid van de muzikale kringen in Janesville. Van 1919 tot 1928 was hij hoofd van de muziekafdeling van de Michigan State University in East Lansing. 
Op 22 juni 1904 huwde hij met Elizabeth Gertrude Palmer.
Als componist schreef hij voor orkesten, vooral harmonieorkesten en piano.

## Composities

### Werken voor harmonieorkest
- 1899 Paris Exposition
- 1937 Trombones on Parade
- Apollinaris
- De Alumins
- Glen Cathedral
- March of the Citizen Soldier
- March of the Maroons
- National Guards
- Old Colonial
- Peace Jubilee
- Princetonian
- Silver Plume
- The Alligator
- The New Annapolis
- The Knight of Liberty
- The Cosmopolitan Sylvan Rapids